# Isabella d'Este
Isabella d'Este (Ferrara, 18 mei 1474 - aldaar, 13 februari 1539) was marchesa van Mantua door haar huwelijk en een van de meest toonaangevende figuren in de Italiaanse renaissance. Zij had verder ook grote politieke invloed.
Zij was geboren in Ferrara als dochter van hertog Ercole I d'Este en Leonora van Napels. Haar zuster was de eveneens beroemde Beatrice d'Este. Beide zusters hadden zeer goed onderwijs verkregen in Ferrara. De ideeën van de renaissance waren van groot belang aan het hof van hun ouders.
Op zestienjarige leeftijd trouwde zij met Francesco II Gonzaga, de markies van Mantua. Zij ging hierop in Mantua wonen. Onder haar toezicht werd dit hof een van de meest beschaafde in Europa. Zij begon Romeinse beeldhouwwerken te verzamelen en bestelde ook nieuwe beeldhouwwerken in klassieke stijl. Musici, artiesten, schrijvers en denkers kwamen in groten getale naar Mantua, onder wie Rafaël en Leonardo da Vinci. Zij was zelf een begaafd musicus en liet speciale muziek maken als achtergrond van gedichten.
Toen haar echtgenoot gevangengenomen werd in 1509 en gegijzeld werd in Venetië, nam zij de leiding van het leger op zich en verdedigde Mantua tot zijn terugkomst in 1512. Na zijn terugkeer voelde hij jaloezie voor zijn vrouw, wier beleid succesvoller was geweest dan het zijne. Hij begon een relatie met zijn schoonzuster Lucrezia Borgia.
Bij zijn dood in 1519 nam zij weer het regentschap op voor haar oudste zoon, Federico. Zij verstevigde Mantua's positie in de Italiaanse politiek en speelde een rol bij het doen verheffen van het gebied tot een hertogdom. Tevens hielp zij haar jongere zoon, Ercole, om tot kardinaal benoemd te worden.
Isabella correspondeerde met een groot aantal mensen, onder wie familieleden en geleerden. In haar brieven komt haar grote ontwikkeling naar voren.

## Kinderen
- Eleonora Ippolita (1493 – 1550); ∞ (1509) Francesco Maria della Rovere (1490 – 1538), hertog van Urbino
- Margaretha (Mantua 13 juli – aldaar 22 september 1496)
- Federico (1500 – 1540), markgraaf en later hertog van Mantua
- Livia (1501 – januari 1508)
- Ippolita (13 november 1503 – 6 maart 1570), non in Mantua
- Ercole (Mantua 22 november 1505 – Trente 2 maart 1563), bisschop van Mantua in 1521, kardinaal vanaf 1527
- Ferrante (1507 – 1557), onderkoning van Sicilië 1535-1546, soeverein graaf van Guastalla 1539-1557
- Paola (augustus 1508 – 1569), non in Mantua